# Le Gué-de-la-Chaîne
Le Gué-de-la-Chaîne is een plaats en voormalige gemeente in het Franse departement Orne in de regio Normandië en 696 inwoners (1999). De plaats maakt deel uit van het arrondissement Mortagne-au-Perche.

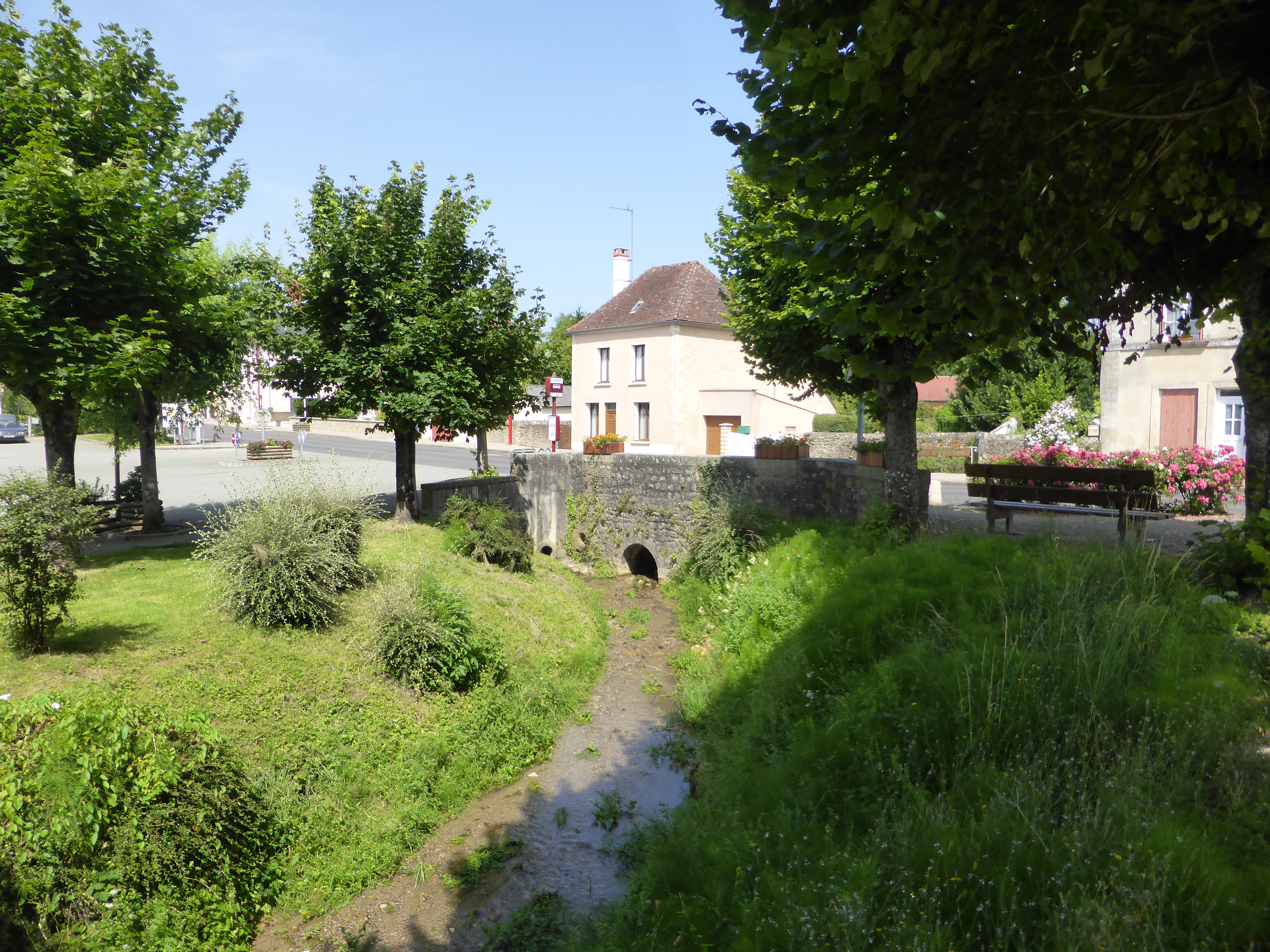
Le Gué-de-la-Chaîne
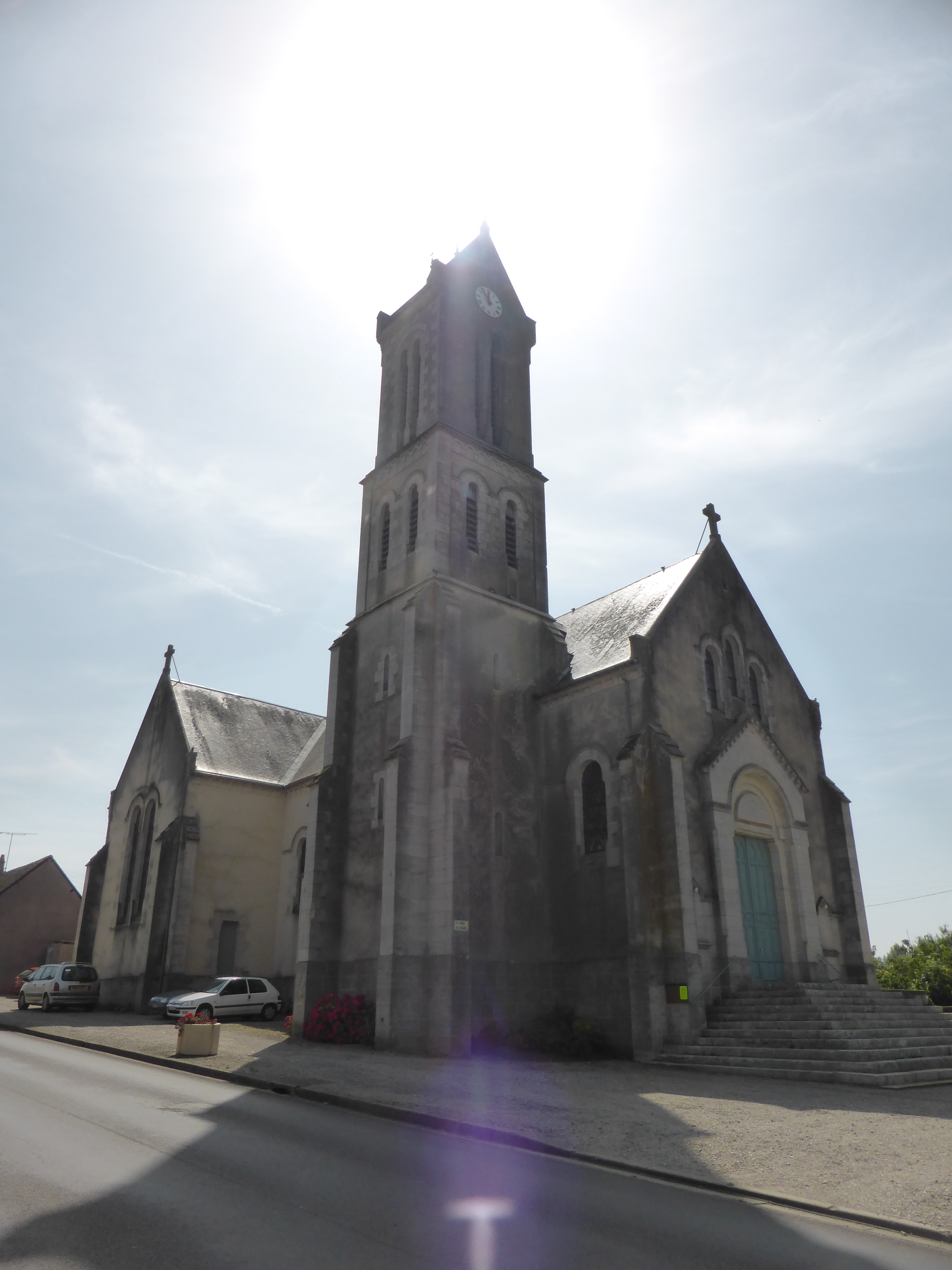
Kerk in Le Gué-de-la-Chaîne
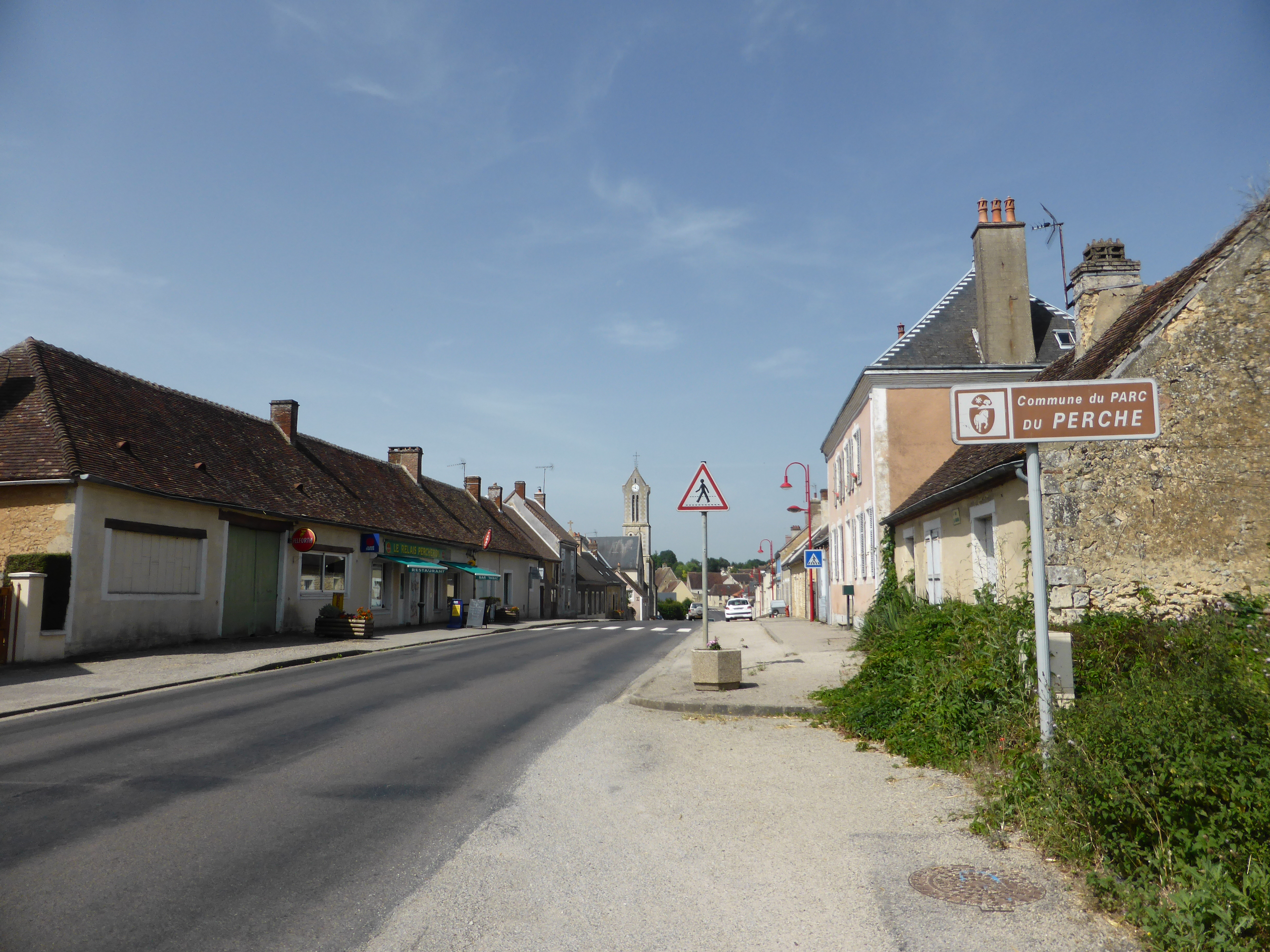
Hoofdstraat

## Geschiedenis
De gemeente maakte deel uit van het kanton Pervenchères. Toen dit kanton op 22 maart 2015 werd opgeheven werd Le Gué-de-la-Chaîne opgenomen in het op die dag opgerichte kanton Ceton. Op 1 januari 2017 fuseerde de gemeente met Eperrais, Origny-le-Butin, La Perrière, Saint-Ouen-de-la-Cour en Sérigny tot de commune nouvelle Belforêt-en-Perche, waarvan Le Gué-de-la-Chaîne de hoofdplaats werd.

## Geografie
De oppervlakte van Le Gué-de-la-Chaîne bedraagt 18,5 km², de bevolkingsdichtheid is 37,6 inwoners per km².
De onderstaande kaart toont de ligging van Le Gué-de-la-Chaîne met de belangrijkste infrastructuur en aangrenzende gemeenten.

## Demografie
Onderstaande figuur toont het verloop van het inwonertal (bron: INSEE-tellingen).
Eperrais · Le Gué-de-la-Chaîne · Origny-le-Butin · La Perrière · Saint-Ouen-de-la-Cour · Sérigny